# Вихляева (деревня)
Вихляева — деревня в Талицком городском округе Свердловской области, Россия.

## Географическое положение
Деревня Вихляева муниципального образования «Талицкого городского округа» Свердловской области находится на расстоянии 36 километров (по автотрассе в 45 километрах) к югу-юго-востоку от города Талица, на обоих берегах реки Бутка (правый приток реки Беляковка, бассейн реки Пышма).

## Население
| 2002 | 2010 | 2021 |
| ---- | ---- | ---- |
| 536  | ↘393 | ↘311 |